# Cyema atrum
Cyema atrum är en fiskart som beskrevs av Günther, 1878. Cyema atrum ingår i släktet Cyema och familjen Cyematidae. Inga underarter finns listade i Catalogue of Life.